# Rivière Washicoutai
Der Rivière Washicoutai ist ein 100 km langer Zufluss des Sankt-Lorenz-Golfs in der kanadischen Provinz Québec.

## Flusslauf
Der Rivière Washicoutai hat seinen Ursprung im Lac Goyelle in der MRC Le Golfe-du-Saint-Laurent im Osten der Verwaltungsregion Côte-Nord. Der Fluss entwässert ein seenreiches Gebiet im Hinterland der Südküste der Labrador-Halbinsel. Er durchfließt die Seen  Lac Cauchy, Lac Caumont, Lac Andilly, Lac D’Aune und Lac Washicoutai. Schließlich erreicht er den Sankt-Lorenz-Golf. 15 km östlich mündet der Rivière Olomane ins Meer. Der Rivière entwässert ein Gebiet von 1536 km². Der mittlere Abfluss wird mit knapp 50 m³/s angegeben. 
Der Rivière Washicoutai ist durch eine Pourvoirie (Lodge) touristisch erschlossen. Zwischen Mitte Juni und Ende August werden Kanu- und Angel-Aktivitäten angeboten. Im Flusssystem des Rivière Washicoutai können folgende Fischarten befischt werden: Wandersaibling, Atlantischer Lachs, Fische einer landgebundenen Population des Atlantischen Lachses und Bachsaibling.